# Richfield (Utah)
Richfield é uma cidade localizada no estado norte-americano de Utah, no Condado de Sevier.

## Demografia
Segundo o censo norte-americano de 2000, a sua população era de 6847 habitantes.
Em 2006, foi estimada uma população de 7104, um aumento de 257 (3.8%).

## Geografia
De acordo com o United States Census Bureau tem uma área de
13,7 km², dos quais 13,7 km² cobertos por terra e 0,0 km² cobertos por água. Richfield localiza-se a aproximadamente 1592 m acima do nível do mar.

## Localidades na vizinhança
O diagrama seguinte representa as localidades num raio de 16 km ao redor de Richfield.